# Podnoszenie ciężarów na Letnich Igrzyskach Olimpijskich 1996 – waga superciężka mężczyzn
Rywalizacja w wadze ponad 108 kg mężczyzn w podnoszeniu ciężarów na Letnich Igrzyskach Olimpijskich 1996 odbyła się 30 lipca 1996 roku w hali Georgia World Congress Center. W rywalizacji wystartowało 18 zawodników z 15 krajów. Tytułu sprzed czterech lat nie obronił Alaksandr Kurłowicz z Białorusi, który tym razem zajął piąte miejsce. Nowym mistrzem olimpijskim został Rosjanin Andriej Czemierkin, srebrny medal wywalczył Niemiec Ronny Weller, a trzecie miejsce zajął reprezentujący Australię Stefan Botew.

## Wyniki
| Pozycja | Zawodnik            | Reprezentacja     | Waga   | Rwanie | Rwanie | Rwanie | Podrzut | Podrzut | Podrzut | Wynik |
| Pozycja | Zawodnik            | Reprezentacja     | Waga   | 1      | 2      | 3      | 1       | 2       | 3       | Wynik |
| ------- | ------------------- | ----------------- | ------ | ------ | ------ | ------ | ------- | ------- | ------- | ----- |
| 1. !    | Andriej Czemierkin  | Rosja             | 165,47 | 190,0  | 197,5  | 202,5  | 240,0   | 250,0   | 260,0   | 457,5 |
| 2. !    | Ronny Weller        | Niemcy            | 138,09 | 195,0  | 200,0  | 202,5  | 245,0   | 252,5   | 255,0   | 455,0 |
| 3. !    | Stefan Botew        | Australia         | 123,96 | 195,0  | 200,0  | 202,5  | 240,0   | 250,0   | 255,0   | 450,0 |
| 4       | Kim Tae-hyun        | Korea Południowa  | 133,30 | 190,0  | 190,0  | 195,0  | 240,0   | 247,5   | 257,5   | 437,5 |
| 5       | Alaksandr Kurłowicz | Białoruś          | 133,74 | 195,0  | 195,0  | 195,0  | 230,0   | 247,5   | –       | 425,0 |
| 6       | Manfred Nerlinger   | Niemcy            | 164,42 | 180,0  | 185,0  | 185,0  | 237,5   | 242,5   | 245,0   | 422,5 |
| 7       | Pawlos Saltsidis    | Grecja            | 132,79 | 180,0  | 180,0  | 185,0  | 230,0   | 230,0   | 235,0   | 420,0 |
| 8       | Tibor Stark         | Węgry             | 128,78 | 180,0  | 185,0  | 187,5  | 220,0   | 227,5   | 230,0   | 415,0 |
| 9       | Raimonds Bergmanis  | Łotwa             | 131,85 | 172,5  | 177,5  | 177,5  | 217,5   | 225,0   | 225,0   | 402,5 |
| 10      | Stian Grimseth      | Norwegia          | 141,96 | 180,0  | 180,0  | 187,5  | 220,0   | 225,0   | 225,0   | 400,0 |
| 11      | Erdinç Aslan        | Turcja            | 138,08 | 165,0  | 170,0  | 175,0  | 210,0   | 220,0   | 227,5   | 397,5 |
| 12      | Anders Bergström    | Szwecja           | 131,21 | 170,0  | 175,0  | 175,0  | 212,5   | 220,0   | 225,0   | 395,0 |
| 13      | Aszot Danieljan     | Armenia           | 148,53 | 170,0  | 177,5  | 180,0  | 210,0   | 215,0   | 217,5   | 395,0 |
| 14      | Mark Henry          | Stany Zjednoczone | 184,92 | 175,0  | 182,5  | 185,0  | 202,5   | –       | –       | 377,5 |
| 15      | Steve Kettner       | Australia         | 136,38 | 160,0  | 165,0  | 170,0  | 190,0   | 200,0   | 205,0   | 375,0 |
| 16      | Thomas Ingalsbe     | Stany Zjednoczone | 151,22 | 160,0  | 165,0  | 170,0  | 200,0   | 200,0   | –       | 365,0 |
| 17      | Sunil Lal Joshi     | Nepal             | 115,61 | 112,5  | 120,0  | 125,0  | 150,0   | 160,0   | 162,5   | 282,5 |
| -       | Igor Khalilov       | Uzbekistan        | 131,73 | 177,5  | 182,5  | –      | –       | –       | –       | –     |
| -       | Leanid Taranienka   | Białoruś          | 150,55 | –      | –      | –      | –       | –       | –       | –     |